# محمد بن أحمد الحجري
محمد بن أحمد الحجري (1306 هـ - 1380 هـ / 1889 - 1960م): قاضي ومؤرخ و نسابة يمني. وهو أخ رئيس الوزراء اليمني عبد الله الحجري. والحجري نسبته إلى حجر ذي رعين. ولد في ذي يشرع، من أعمال خبان، في اليمن. وتفقه وتأدب في قريته ثم في ذمار، فالأهنوم، فيريم.
تولى أوقاف يريم. وتقرب من الإمام يحيى حميد الدين، فوجهه في بعض المهمات وولاه رياسة المحاسبة العامة للدولة، وانتدبه سنة 1340 هـ (1922 م) للتفاوض في شأن الحدود اليمنية السعودية. ولما قتل الامام يحيى وخلفه ابنه أحمد، حفظ للحجري مكانته، واختاره لتمثيل بلاده في منظمة الأمم المتحدة. وأوفد في رحلة صداقة على طائرة سوفيتية إلى بكين فاحترقت الطائرة في جو أوكرانيا، وأنقذ جثمانه فحمل إلى اليمن ودفن في صنعاء.
كان إلى جانب أعماله الحكومية قد صنف كتبًا، منها (تاريخ اليمن) ثلاثة أجزاء، و (معجم القبائل اليمنية والبلدان)، مرتب على حروف الهجاء، في ثلاثة أجزاء أيضا، و (أنساب قبائل اليمن) و (أنساب الاشراف من العلويين والعباسيين في اليمن).